# جمعة حماد
جمعة حماد (ولد عام 1923 في عوجا حفير، توفي عام 1995 في العريش)، كاتب صحفي وروائي وسياسي فلسطيني أردني. شغل عدداً من المناصب السياسية في الأردن.

## عنه
ولد سنة 1923 في عوجا حفير قضاء بئر السبع في فلسطين. أنهى دراسته الثانوية في غزة سنة 1942م. وفي أوائل الأربعينيات التحق بقوات الأمن الفلسطينية، وعمل في جهاز اللاسلكي في بئر السبع، واشترك في قيادة حملة واسعة نجحت في إنقاذ الأرض الفلسطينية من مخالب الصهيونية، وأحبط مساعي سماسرة اليهود للاستيلاء عليها.
أسهم في تأسيس جبهة شباب بئر السبع لمقاومة الغزو الصهيونينة 1946م. وعندما تفجّر الصراع المسلّح لم يستطع التوفيق بين عمله في قوات الأمن، وواجبه الوطني، فانضمّ إلى صفوف المجاهدين في منطقة بئر السبع، وخاض حرب عصابات في الثورة الفلسطينية الشاملة واضطرّه التضييق والمطاردة وتلفيق التهم للرحيل إلى الأردن.
شارك في عدد من المنظمات والمؤتمرات الوطنية، وأسهم في جمعيات تطوعية خيرية مثل: جمعية البرّ بأبناء الشهداء في أريحا عام 1954، وعمل مديراً لمكتب "المؤتمر الإسلامي في بيت المقدس) في القدس 1954، وعُين عضواً في مجلس الأعيان سنة 1971، وكان نائباً لرئيس المجلس، وأعيد تعيينه في المجلس لعدة دورات. عُيّن أميناً عاماً للاتحاد الوطني العربي سنة 1973، وعضواً في المجلس الوطني الاستشاري عام 1978، وعضواً في لجنة الميثاق، ثم عُيّن وزيراً للثقافة سنة 1994م.
عرف جمعة حمّاد بوصفه مفكراً إسلامياً، وعَلَماً من أعلام الأدب في مجال القصة، ورائداً من روّاد الصحافة، وأطلقت عليه ألقاب تعبّر عن جهوده في الميدان الصحفي منها: عميد الصحافة الأردنية، وشيخ الصحفيين الأردنيين، وأبو الصحافة، ومعلّم الأجيال في الصحافة. كان له الفضل في إنشاء عدّة صحف في الضفتين منها: جريدة «المنار» اليومية في القدس، وهي جريدة تهتم بالتراث العربي والفكر الإسلامي، وكان مديرها ورئيس تحريرها منذ سنة 1962. وعن دار المنار صدرت مجلة «الأفق الجديد» في القدس سنة 1961 لمدّة خمس سنوات. وشارك جمعة حمّاد في تأسيس جريدة «أخبار اليوم» في عمّان سنة 1961. وبعد قرار دمج الصحف صدرت جريدة الدستور نتيجة اندماج جريدة «فلسطين» و«المنار» في 8/2/1967م وتسلّم رئاسة تحريرها من 1968 حتى 1972م. وفي السنة اللاحقة شغل منصب المدير العام، ورئيس مجلس الإدارة في المؤسسة الصحفية الأردنية التي تصدر عنها جريدة «الرأي» باللغة العربية وجريدة «جوردان تايمز» باللغة الإنجليزية، وظلّ في هذا المنصب حتّى سنة 1986. وقد أسهم في تأسيس نقابة الصحفيين الأردنيين.
كان من أعلام الصحافة، ومن المنافحين عن القضية الفلسطينية وعروبة القدس. كان خلال عضويته في مجلس أمناء الجامعة الأردنية دائم النصح والمطالبة بتطوير الجامعة، والنهوض بمستواها، ودعم البحوث والدراسات. كان يتطلع إلى التعليم كأداة لتطوير المجتمع، والنهوض بالجيل إلى مراحل تحمل المسؤولية، والنهوض بالأمة، ووضعها في موضعها الملائم بين الأمم.
كما انتقل بخطىً واسعة بوزارة الثقافة حين تسلم زمامها، وفتح الأبواب أمام الكتاب والروائيين وجميع حملة القلم والمثقفين الأردنيين والعرب. وله مقولة رائعة حين قالوا له أن السلام مع إسرائيل يهدد ثقافتنا العربية، فقال عبارته الشهيرة: «ليست ثقافتنا المهددة، بل ثقافتهم، ثقافتنا تمتد عبر آلاف السنين أما ثقافة إسرائيل فلا أساس لها، ولا تعدو رقاعا من ثقافات شتى، لا تستطيع الوقوف أمام حضارة وثقافة لها أعماق ولها أفاق تغطي العالم بإنجازات شعرائها وكتابها وروائييها».
كان عميدا للوحدويين من الضفتين، وكان دوانه ملتقىً لرواد الشعر، والقصة، والمسرح في البلاد العربية. ترك مصر مع رفاق دربه محمود الشريف وكامل الشريف حين طاردتهم المخابرات الناصرية.(ت.أ.س.ع.غ)
نال جمعة حمّاد عدداً من الأوسمة منها: وسام الاستقلال من الدرجة الأولى، ووسام النهضة من الدرجة الأولى، ووسام القدس للآداب

## أعماله
- قضايا في الفكر والحياة - دراسة/بحث - 1974
- بدوي في أوروبا - رواية - 1977
- شارات على طريق العمل الإسلامي - دراسة/بحث - 1982
- العرب واليهود في ساحة الصراع - دراسة/بحث - 1985
- رحلة الضياع - دراسة/بحث - 1986
- لوفاق الدولي والصراع العربي الإسرائيلي - دراسة/بحث - 1989